# Lucas 10

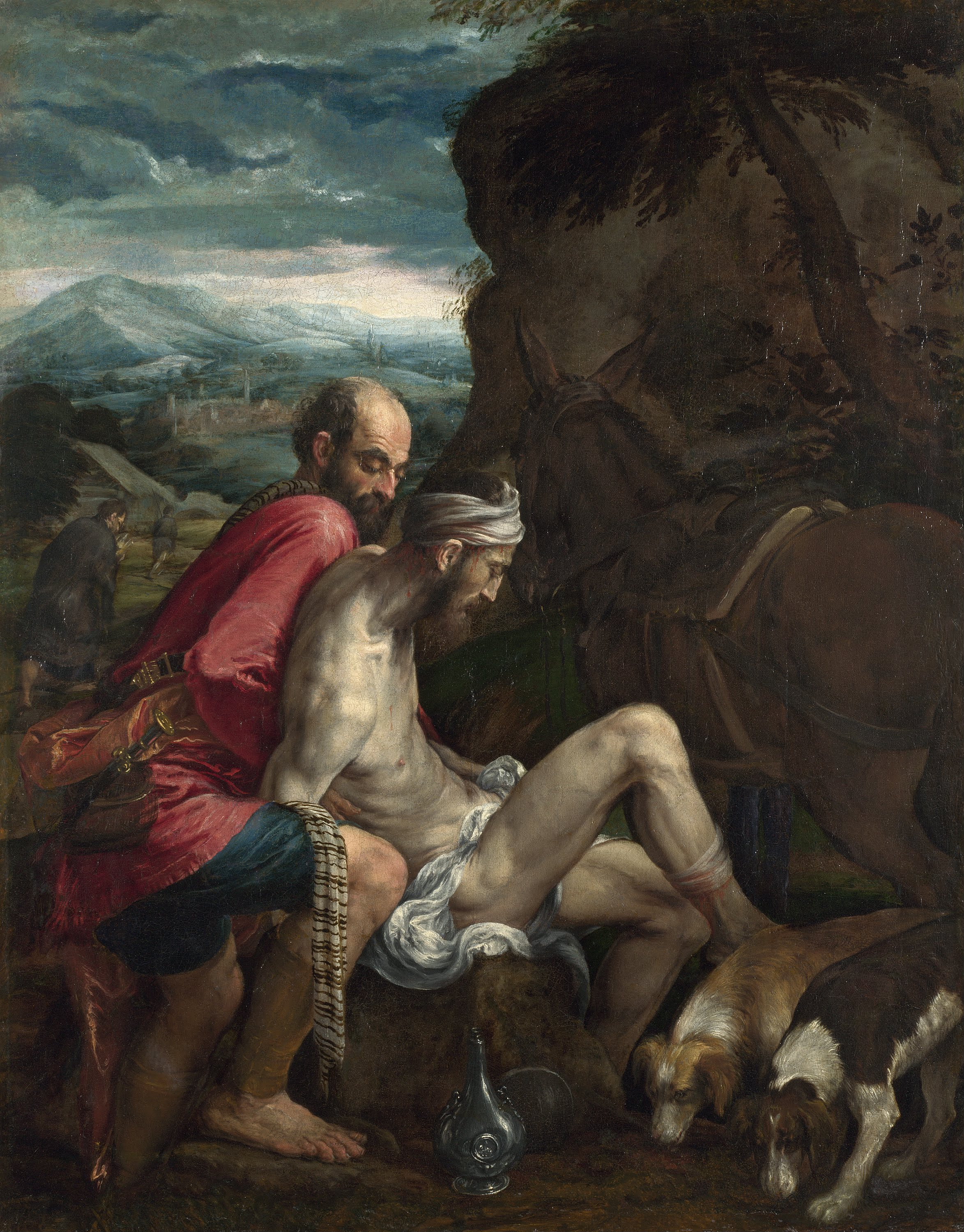
Bom Samaritano, uma das mais famosas parábolas de Jesus.
Séc. XVI. Por Jacopo Bassano, atualmente na National Gallery de Londres.

Lucas 10 é o décimo capítulo do Evangelho de Lucas no Novo Testamento da Bíblia. Ele relata o envio dos setenta discípulos por Jesus, a famosa parábola do Bom Samaritano, a visita de Jesus a Maria e Marta, em Betânia.

## Narrativa

### Setenta discípulos
Lucas começa o capítulo com o relato do envio dos famosos setenta discípulos às cidades da Pereia: «Ide; eu vos envio como cordeiros no meio de lobos. Não leveis bolsa, nem alforge, nem sandálias; e a ninguém saudeis pelo caminho.» (Lucas 10:3–4), também relatado em Mateus 8 (Mateus 8:19–22). Jesus pede que eles desfrutem da hospitalidade das cidades que os receberem bem e que sacudam a poeira de suas sandálias contras as cidades que não. Depois de amaldiçoar Corazim, Betsaida e Cafarnaum por não receberem os discípulos, um ato relatado também em Mateus 11 (Mateus 11:20–24), Jesus profere uma oração de agradecimento pelo sucesso da empreitada dos discípulos:
| “ | «Todas as coisas me foram entregues por meu Pai. Ninguém sabe quem é o Filho senão o Pai; nem quem é o Pai senão o Filho, e aquele a quem o Filho o quiser revelar. [...] Ditosos os olhos que vêem o que vós vedes. Pois vos digo que muitos profetas e reis desejaram ver o que vedes, e não no viram: e ouvir o que ouvis, e não no ouviram.» (Lucas 10:21–24) | ” |

Esta oração está também em Mateus 11 (Mateus 11:25–30) e Mateus 13 (Mateus 13:16–17).

## Parábola do Bom Samaritano
Provavelmente uma das parábolas mais conhecidas de Jesus, a história do bom samaritano aparece apenas neste capítulo (Lucas 10:25–37). Jesus conta que um viajante — que pode ou não ter sido um judeu — foi surrado, roubado e largado quase morto numa estrada. Primeiro um sacerdote e depois um levita passam por ele, mas evitam tocá-lo. Finalmente, um samaritano pára e ajuda o homem, apesar do bem conhecido desprezo mútuo entre judeus e samaritanos. Esta história foi contada como resposta à uma pergunta sobre a identidade de quem seria o "vizinho" que, segundo Levítico 19:18, deve ser amado.
Esta descrição claramente positiva de um samaritano certamente chocou seus seguidores. Alguns cristãos, como Santo Agostinho, interpretaram a parábola alegoricamente, com o samaritano sendo uma imagem do próprio Jesus, que salva uma alma pecadora. Outros, porém, descartam essa hipótese como não tendo nenhuma relação com o significado original da parábola e defendem que ela seria uma exposição da doutrina ética de Jesus

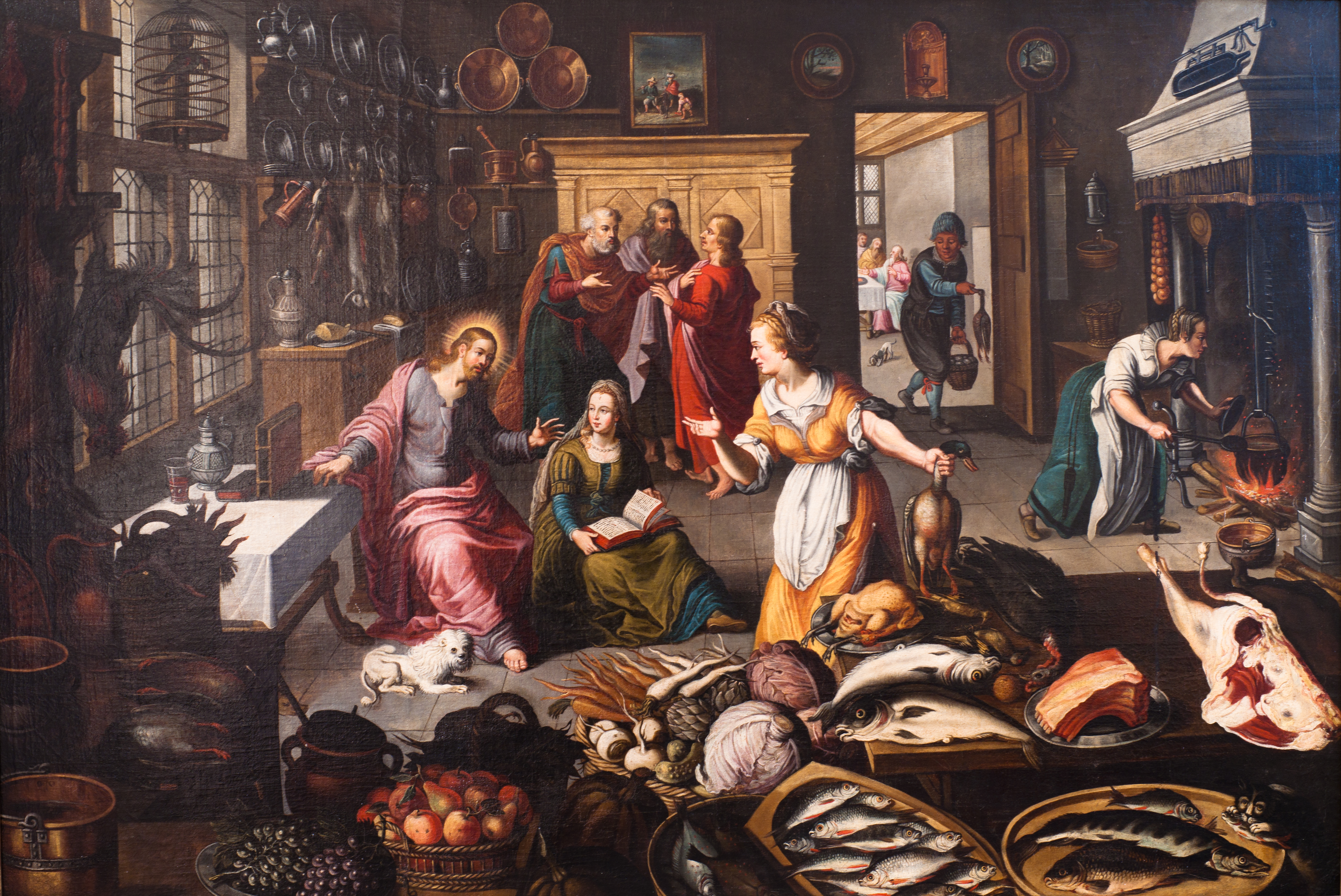
Jesus na casa de Marta e Maria, o episódio final do capítulo 10.
1600. Por Joos Goemaere, atualmente na Bibliothèque et musée de la Gourmandise, em Engis, na Bélgica.

A influência desta parábola foi muito grande, inspirando pinturas, esculturas, poesias e filmes. O termo "bom samaritano", que significa alguém que ajuda um estranho, deriva dela e muitos hospitais e instituições de caridade foram batizados com o nome de "Bom Samaritano".

### Jesus na casa de Maria e Marta
O relato prossegue contando que Jesus entrou em uma aldeia e se hospedou na casa de Marta e sua irmã Maria, um local tradicionalmente identificado como sendo Betânia. A primeira, preocupada com o serviço da casa, pede que Jesus mande a irmã ajudá-la, mas ele responde: «Marta, Marta, estás ansiosa e te ocupas com muitas coisas. Entretanto poucas são necessárias, ou antes uma só. Maria escolheu a boa parte, que não lhe será tirada.» (Lucas 10:41–42), reforçando a importância de ouvir a mensagem de Jesus em relação às tarefas mundanas.

## Texto
O texto original deste evangelho foi escrito em grego koiné e alguns dos manuscritos antigos que contém este capítulo, dividido em 42 versículos, são:
- Papiro 75 (c. 175-225)
- Papiro  45 (c. 250)
- Codex Vaticanus (325-350)
- Codex Sinaiticus (330-360)
- Codex Bezae (c. 400)
- Codex Washingtonianus (c. 400)
- Codex Alexandrinus (c. 400-440)
- Codex Ephraemi Rescriptus (c. 450)